# Mani (teologo)
Mānī (Mardinu, 216 – 277) fu un profeta e predicatore iranico, fondatore del Manicheismo.

## Il nome
Il nome Mānī è probabilmente di origine media siriaca (un dialetto del medio aramaico orientale)  Si è discusso se tale nome fosse un titolo o un termine di rispetto, piuttosto che un nome di persona. Il suo significato esatto è tuttora incerto: probabilmente deriva da Mânâ che, tra gli altri fra i Mandei, era un nome usato per indicare uno spirito di luce, mânâ rabba, e dovrebbe, pertanto, significare «illustre». Questo fu, forse, un titolo assunto dal fondatore del Manicheismo e sostituì completamente un suo eventuale altro nome originario, tanto da farlo dimenticare. In ogni caso se ne conoscono due varianti latinizzate, Cubricus e Ubricus, che probabilmente sono una corruzione del nome piuttosto comune Shuraik.

## Biografia

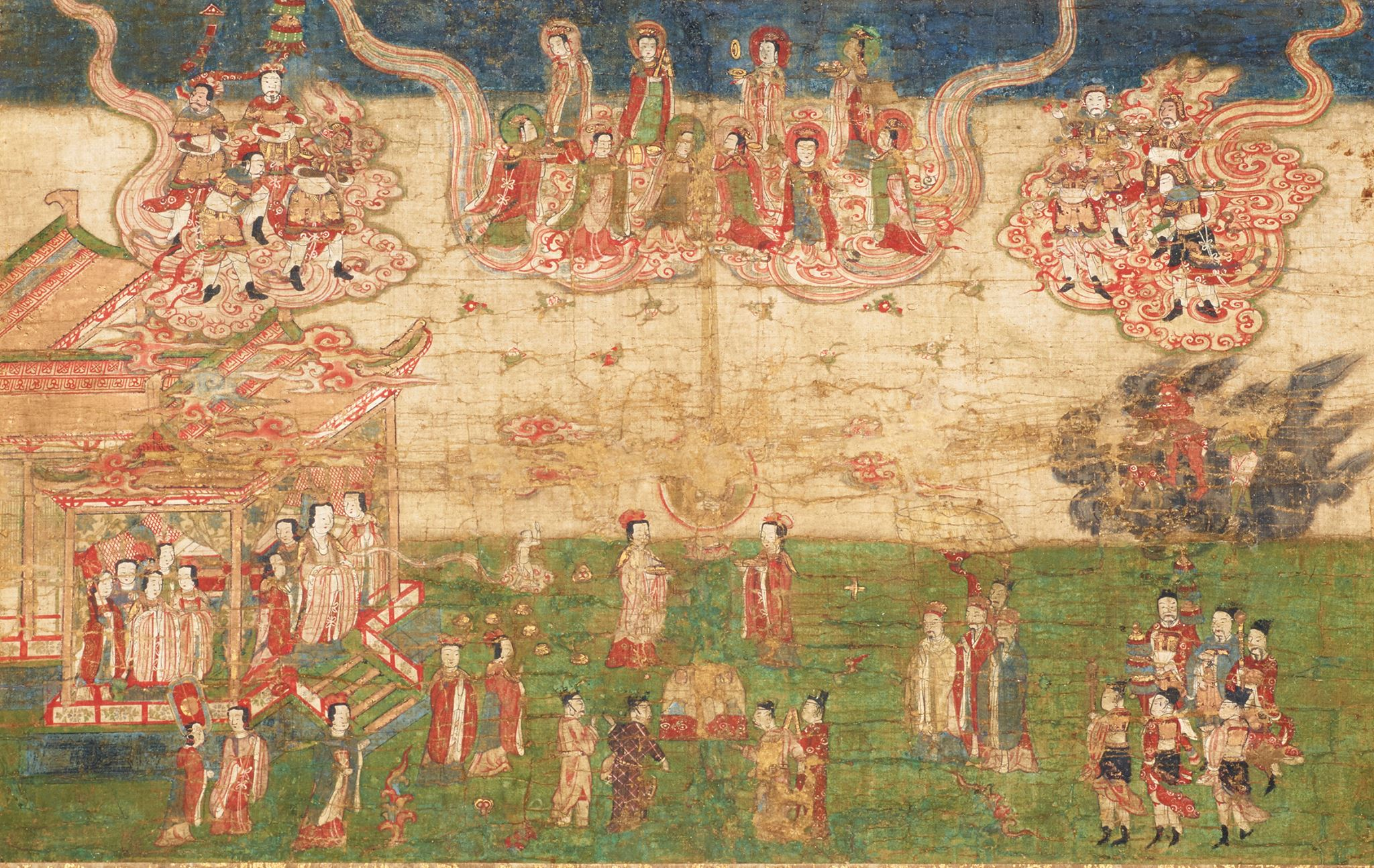
La Nascita di Mani, pittura su seta cinese del XIV secolo.

Secondo al-Biruni, Mani nacque nell'anno 216 (forse il 14 aprile) nel villaggio di Mardinu, vicino a Seleucia sul fiume Tigri, nella regione di Babilonia, nel quarto anno di regno del re dei Parti Artabano IV della dinastia degli Arsacidi.
Nello stesso anno l'esercito dell'imperatore romano Caracalla era stato gravemente sconfitto dai Parti presso Nisibi.
I genitori di Mani erano entrambi di origine iranica. La madre Maryam era della nobiltà partica dei Kamsaragan, imparentati con gli Arsacidi.
Anche il padre, Pattikios (Παττίκιος nella trascrizione greca) o Pattēg, Futtuk in arabo, cittadino di Ecbatana, era di discendenza arsacide. Uomo profondamente religioso, originariamente pagano, Pattikios, dopo una "chiamata" avvenuta in un tempio di Ctesifonte, si era unito a una comunità battista giudaico-cristiana, esclusivamente maschile, che faceva riferimento al maestro Elcasai (Elcasaiti).
A quattro anni (220) Mani cominciò a vivere con il padre nella comunità battista e ricevette dalla comunità un'approfondita preparazione culturale.
Sviluppò la conoscenza e la pratica della musica e della pittura e in particolare la calligrafia, arti per le quali ebbe a lungo fama. Oltre alla rivelazione di Elcasai, Mani ebbe la possibilità di approfondire i Vangeli, nella versione del Diatesseron, le lettere di Paolo di Tarso, le Apocalissi di Adamo, Seth, Enoch e Sem e gli Atti di Giovanni, Tommaso, Paolo e Andrea.
Da alcune indicazioni di al-Biruni, si pensa che conobbe le opere di Bardesane di Edessa e di Marcione, oltre ad una approfondita conoscenza della tradizione di Zoroastro.
La dinastia arsacide ebbe fine con la sconfitta di Artassio IV per mano del principe persiano Ardashir I (capostipite della dinastia sasanide) nel 224 vicino a Esfahan.
Nello stesso anno Mani, che aveva avuto una prima rivelazione premonitrice all'età di dodici anni da parte del «gemello», il Syzygos, l'«angelo della Luce», all'età di ventiquattro anni, a seguito di una seconda rivelazione, abbandona la comunità dei Battisti. Seguito da vari compagni e dal padre, inizia un'attività missionaria che lo porta fino in India, a Deb, sul delta dell'Indo.
Ritornato a Ctesifonte nel 242, riesce a convertire dapprima due fratelli di re Sapore I e successivamente riesce a incontrare il re e a ricevere la sua piena protezione per viaggiare e predicare in tutto l'impero.
Fu sotto il regno di Sapore (fino al 272) che Mani poté essere ricevuto varie volte a corte, dedicarsi all'organizzazione della sua chiesa e alla predicazione, viaggiando in varie provincie della Persia, della Mesia, della Partia alla Babilonia, Adiabene e Susiana, ove si trova Bassora.
Iniziano allo stesso tempo anche le missioni dei seguaci in occidente: nel breve regno della regina Zenobia a Palmira e, nell'impero Romano, in Siria ed Egitto, in oriente in Margiana, Battriana, in Armenia e nel Caucaso, e oltre il fiume Oxus (l'odierno Amu Darya).
Alla morte di Sapore I, il successore Ormisda I (272-273) continua ad appoggiarlo ma in questo periodo cresce l'interesse politico per una religione nazionale meglio rappresentata dallo zoroastrismo, che si contrappone alla religione universalistica di Mani.
Il successore di Ormisda, Bahram I (273-277), ordina di fermare Mani durante una missione in Susiana, lo convoca a corte. Sotto la pressione del potente Mobed (sacerdote zoroastriano) Kartir, re Bahram imprigiona Mani. Dopo 26 giorni di tortura Mani muore in carcere alla presenza di alcuni seguaci probabilmente il 26 febbraio 277.
Con la morte di Mani iniziano le persecuzioni nell'Impero persiano dei suoi fedeli i quali tuttavia presentano la morte del loro profeta in termini neotestamentari, come passione, crocifissione, ascesa in Paradiso.

## Dottrina
La chiave di volta dell'intero sistema di Mani, basato sul sincretismo tra Cristianesimo, buddismo, mazdeismo e gnosticismo di stampo valentiniano, sta nella sua cosmogonia. 
La religione creata dal filosofo persiano si configurava come puramente razionale, in contrasto con i dogmi del Cristianesimo: pretendeva di possedere una risposta per tutto, e di poter spiegare l'origine, la composizione ed il futuro dell'universo. In questo senso, Mani era un vero gnostico: secondo lui, la salvezza arrivava solo attraverso la conoscenza.

### Il Pleroma Manicheo
Prima della nascita del cielo e della terra e di tutto ciò che ivi è contenuto, esistevano due princìpi, uno buono e l'altro maligno. Il Buon Principio indulgeva nel reame della luce ed era chiamato Padre di Maestà (Grandiosità o Grandezza, Megethos, Abba D'rabbutha), o Padre dalle Quattro Facce o Persone (tetraprosopon), probabilmente perché Tempo, Luce, Forza, e Bontà erano considerate manifestazioni essenziali del primo Essere dagli Zervaniti iraniani. Al di fuori del Padre esistevano cinque Tabernacoli (eoni) o Shechinatha: Intelligenza, Ragione, Pensiero, Riflessione, e Volontà. La designazione di "Tabernacolo" si basava su un gioco di parole legato al suono Shechina che significa sia abitazione o tenda, sia "Divina gloria" o "Divina presenza" ed era usato nell'Antico Testamento per indicare la presenza di Dio tra i Cherubini. Egli li possedeva tutti, così da essere, in un certo senso identico a loro e, tuttavia, in un altro senso, distinto da loro. Sant'Agostino li chiamava beata saecula. In altre fonti i cinque Tabernacoli erano: Longanimità, Conoscenza, Ragione, Discrezione e Comprensione. Il pleroma manicheo era quindi costituito da firmamento, cielo e terra. Il regno della luce si estendeva all'infinito in cinque direzioni ed aveva un solo limite, in basso verso il reame dell'Oscurità che, similmente, si estendeva all'infinito in tutte le direzioni, eccetto quella superiore dove confinava con il reame della luce. In opposizione al Padre di Grandiosità c'era il Re dell'Oscurità. Quest'ultimo non venne mai chiamato Dio, ma, comunque, lui ed il suo regno inferiore erano esattamente equipollenti al Signore ed al reame della luce superiori. Anche il pleroma oscuro era triplo, al pari di firmamento, aria, e terra, la sola differenza è che erano invertiti. Il Signore Oscuro aveva, inoltre, i suoi cinque eoni: Fiato pestilente, Vento ardente, Oscurità, Nebbia, Fuoco bruciante o secondo altre fonti, Pozzi avvelenati, Colonne di fumo, Profondità abissali, Paludi fetide e Pilastri di fuoco. Questa ultima divisione fu chiaramente mutuata dalle antiche idee caldee che circolavano in Mesopotamia.

### La nascita del Primo Uomo
Questi due poteri avrebbero potuto vivere eternamente in pace, sennonché il Principe dell'Oscurità decise di invadere il reame della luce. All'avvicinarsi del monarca del caos i cinque eoni di luce furono colti da terrore. Questa incarnazione del male chiamata Satana o Ur-diavolo (Diabolos protos, Iblis Kadim), era un mostro mezzo pesce e mezzo uccello con quattro zampe e testa di leone. L'essere si slanciò in alto, verso i confini della luce e l'eco del tuono del suo attacco sopravanzò gli eoni benedetti giungendo al Padre di Maestà che disse: "Io non invierò i miei cinque eoni, fatti per il riposo benedetto, per prendere parte a questa guerra, ma andrò io stesso e darò battaglia". Al che il Padre di Maestà emanò Madre di Vita, la quale, a sua volta, emanò il Primo Uomo. Queste due figure costituiscono, con il Padre, una sorta di Trinità nell'Unità, per questo motivo il Padre poté dire: "Andrò io di persona". Per questo passaggio Mani sfruttò idee già note allo gnosticismo e simili alla dottrina cristiana, specialmente se si tiene conto che "Spirito" in aramaico-ebraico è di genere femminile e risulta così più facile da concepire come madre di tutti i viventi. Il Protanthropos o "Primo Uomo", è, invece, chiaramente una concezione iranica che trovò il suo posto in un certo numero di sistemi gnostici, ma che divenne la figura centrale del manicheismo.
Secondo Mani, il Primo Uomo emanò cinque figli e li indossò ad uno ad uno come se fossero la sua corazza da combattimento. Questi cinque figli erano i cinque elementi opposti ai cinque eoni dell'oscurità: Aria pura, Vento rinfrescante, Luce brillante, Acque che donano la vita e Fuoco riscaldante. Indossò per prima Aria pura, poi si gettò Luce brillante sulle spalle, come un manto fiammeggiante, e su questa luce mise una copertura di Acque che donano la vita. Si circondò, inoltre, di Vento rinfrescante, prese Fuoco riscaldante come sua lancia e scudo, e si gettò in basso verso il pericolo. Quindi, un angelo chiamato Nahashbat (?), che portava una corona di vittoria, si pose di fronte a lui. Il Primo Uomo proiettò la sua luce davanti a sé, ed il Re dell'Oscurità vedendolo, pensò e disse: "Ciò che ho cercato lontano, ecco, io l'ho trovato vicino". Anche lui si rivestì dei suoi cinque elementi, ed ingaggiò un combattimento con il Primo Uomo. Lo scontro fu favorevole al Re dell'Oscurità. Il Primo Uomo, quando si vide vinto, insieme ai suoi cinque figli, si diede in pasto ai cinque figli dell'Oscurità, "come un uomo che ha un nemico, miscela veleno mortale in un dolce, e lo offre al suo nemico". Quando queste cinque risplendenti divinità furono assorbite dai figli dell'Oscurità persero la ragione. Così il male vinse per un certo periodo.

### La seconda Trinità e la creazione del mondo
Ma il Primo Uomo recuperò la ragione e pregò sette volte il Padre di Maestà, che, mosso a misericordia, emanò come seconda creazione, Amico di Luce, che, a sua volta, emanò il Grande Bando, da cui fu emesso Spirito di Vita. Così venne ad esistere una seconda trinità parallela alla prima (Padre di Luce, Madre di Luce, Primo Uomo). I primi due personaggi della seconda trinità ancora non hanno una loro spiegazione nel sistema manicheo, ma, comunque, come nella prima trinità, fu la terza persona che fece il lavoro: Spirito di Vita (To Zon Pneuma), che divenne il Demiurgo o creatore del mondo. Come il Primo Uomo, anche Spirito di Vita emanò cinque persone: dalla sua intelligenza Ornamento di splendore (Sefath Ziva, Splenditenens phegotatochos nelle fonti latine e greche), dalla sua ragione Re dell'onore, dal suo pensiero Adamas (Luce), dal suo stesso riflesso Re della gloria, e dalla sua volontà Supporto (Sabhla, Atlas ed Omothoros delle fonti greche e latine). Queste ultime cinque divinità erano oggetto di speciale adorazione fra i Manichei, e Sant'Agostino (Contra Faustum, XV) ne fornisce delle descrizioni dedotte dagli inni in loro onore. Questi cinque discesero nel reame dell'Oscurità, dove trovarono e liberarono il Primo Uomo dalla sua degradazione; la sua armatura restò però indietro. Spirito di Vita sollevò il Primo Uomo dalla mano destra e lo riportò a Madre di Vita.
Alcuni dei figli di Spirito di Vita uccisero e scorticarono gli arconti figli dell'Oscurità e li portarono a Madre di Vita. Quest'ultima stese le loro pelli e ne formò i dodici cieli. I loro cadaveri furono lanciati sul reame dell'Oscurità e con essi vennero creati otto mondi, le loro ossa ne formarono le catene montuose. I dodici cieli, tenuti da Ornamento di Splendore, risplendevano sotto le cinque divinità. Atlante lì portava tutti sulle sue spalle ed il Re dell'onore sedeva in cima ai cieli da dove presiedeva tutto. Spirito di Vita, poi, costrinse i figli del Signore dell'Oscurità a cedere parte della luce che avevano assorbito dai cinque figli del Primo Uomo e con questa formò il sole, la luna e le stelle, che Sant'Agostino chiamava vascelli di luce, lucidae naves. Spirito di Vita, inoltre, creò le ruote del vento, che Re di Gloria fece iniziare a soffiare per impedire alle cinque divinità risplendenti di essere incendiate dal veleno degli arconti. A questo punto Madre di Vita, il Primo Uomo, e Spirito della Vita implorarono il Padre di Maestà per un'ulteriore creazione. Questi, come terza creazione, emanò il Messaggero (nelle fonti latine Legatus Tertius). Il Messaggero, a sua volta, emanò dodici vergini: Maestà, Saggezza, Vittoria, Persuasione, Purezza, Verità, Fede, Pazienza, Rettitudine, Bontà, Giustizia, e Luce. Il Messaggero prese la sua residenza nel sole e comandò alle dodici vergini di ruotargli intorno. Chiara metafora del sistema planetario e dei segni dello zodiaco. Il grande universo ora si muoveva ma ancora non esisteva alcuna forma di vita, né piante, né bestie, né uomini.

### Adamo ed Eva
Dalla lotta tra il Messaggero ed i figli delle tenebre, attraverso processi di oscenità, cannibalismo ed aborto, nacquero le prime forme di vita animali e vegetali e, finalmente, Naimrael, un demone femmina, ed Ashaklun, un demone maschio, generarono due bambini, Adamo ed Eva. Nel corpo di Adamo venne imprigionato un enorme numero di germi di luce. Egli era il grande prigioniero del Potere del Male. I Poteri della Luce ebbero però pietà di lui ed inviarono un Redentore, il luminoso Gesù. Questo Gesù si avvicinò all'innocente Adamo, lo svegliò dal suo sonno di morte, lo fece muovere, scacciò il demone seducente che era insieme a lui, e lo incatenò lontano. Adamo rifletté su sé stesso e seppe di esistere. Gesù istruì poi Adamo e gli mostrò sia l'indulgenza del Padre nelle altezze celestiali, che la sua personalità. La possente immaginazione di Mani aveva così creato un "Redentore di sofferenza" e gli aveva dato il nome di Gesù. Ma questo Salvatore non era nient'altro che la personificazione della Luce Cosmica imprigionata nella materia. Per questo motivo il Gesù di Mani era diffuso in tutta la natura, nasceva, soffriva e moriva ogni giorno, era crocifisso su ogni albero e mangiato in ogni cibo. Questa Luce Cosmica prigioniera veniva definita Gesù patibilis. Dopo avere fatto le sue rivelazioni ad Adamo, Gesù lo fece alzare e gli fece assaggiare dell'albero della vita. Poi Adamo si guardò intorno e pianse. Alzò potentemente la sua voce, come un leone che ruggisce, si strappò i capelli e si colpì il petto dicendo: "Maledetto sia il creatore del mio corpo e colui che imprigiona la mia anima e coloro che mi hanno fatto loro schiavo". D'ora innanzi, il dovere dell'uomo sarà quello di tenere il proprio corpo puro da ogni corruzione fisica, praticando l'abnegazione ed impegnandosi nel grande lavoro di purificazione cosmica.

### La fine del mondo
L'escatologia manichea consisteva semplicemente nel confarsi alla sua cosmogonia. Quando, soprattutto grazie all'attività degli eletti, tutte le particelle di luce perse dai figli del Primo Uomo saranno state raggruppate, il Messaggero, o Legatus Tertius, apparirà, Spirito di Vita verrà da occidente, il primo Uomo con i suoi figli dal nord, dal sud e dall'est, insieme ad ogni eone di luce, e a tutti i manichei perfetti. Atlante, il Sostenitore del Mondo getterà via il suo carico, Ornamento di Splendore toglierà ogni impedimento, e così cielo e terra si inabisseranno. Ne seguirà una conflagrazione universale che brucerà tutto fino a che non resterà altro che cenere senza luce. Questo fuoco brucerà per 1486 anni, durante i quali i tormenti del male saranno la delizia del giusto. Quando la separazione della luce dall'oscurità finalmente sarà completata, tutti gli angeli di luce che avevano qualche funzione nella creazione ritorneranno verso l'alto, l'anima oscura del mondo affonderà nel profondo e vi resterà rinchiusa per sempre, e la tranquillità eterna regnerà nel reame della luce, non più invaso dall'oscurità. Riguardo alla vita dopo la morte, il manicheismo parlava di tre destini differenziati per i Perfetti, gli Uditori, ed i Peccatori (non-Manichei). Le anime dei primi dopo la morte, sarebbero state ricevute da Gesù, e, purificate dal sole, dalla luna, e dalla stelle le loro particelle di luce, liberate, sarebbero salite al Primo Uomo e formate in divinità minori, che avrebbero circondato la sua persona. Il fato degli Uditori sarebbe stato, in ultima analisi, lo stesso di quello dei Perfetti, ma avrebbero dovuto passare attraverso un lungo purgatorio prima di arrivare alla beatitudine eterna. I peccatori, invece, avrebbero dovuto vagare tra i tormenti e l'angoscia, circondati dai demoni e condannati dagli angeli, fino alla fine del mondo, quando saranno gettati anima e corpo all'inferno.

## Fonti
Fino alle scoperte fatte nel XIX secolo, le sole fonti riguardanti i manichei erano descrizioni e citazioni provenienti da testi cristiani, musulmani o zoroastriani, in genere critici verso i manichei.
Queste descrizioni e citazioni sono note da molto tempo.
Nei primi anni del XX secolo studiosi tedeschi identificavano scritti originali manichei in Turfan, riguardanti il regno degli Uiguri, nel Turkestan cinese. Anche se spesso i testi erano in pessime condizioni si tratta di centinaia di pagine scritte in persiano (intermedio, partico e sogdiano) e in turco antico.
Nello stesso periodo studiosi tedeschi individuavano testi manichei, scritti in lingua copta, in Egitto, testi pubblicati, in parte, a Berlino. I testi sono andati dispersi, ed in parte perduti, durante la Seconda guerra mondiale, rallentando il loro studio e pubblicazione.
Successivamente studiosi francesi individuavano in Cina tre testi manichei scritti in cinese. Da ultimo l'Università di Colonia è riuscita ad acquistare nel 1969 un piccolo codice egiziano, contenente la vita di Mani scritta in greco.
Le scoperte dello scorso secolo hanno consentito di rivedere profondamente quanto era noto in precedenza.

### Testi scritti da Mani
Segue l'elenco degli scritti di Mani di cui si ha notizia, in quanto segnalati da Al-Nadim, di questi testi sono spesso stati ritrovati parti o almeno frammenti.
- Evangelion (greco Ευαγγελιον, med. pers.[4] Ewangelyon Zindag), scritto in medio siriaco[5], noto anche come Vangelo di Mani.  Citazioni del primo capitolo sono presenti in Al Nadin; altre parti del testo sono state ritrovate.
- Tesoro di Vita scritto in med. siriaco (med. pers. Niyan i Zindagan), nessun frammento ritrovato.  Testo noto a Epifanio, Fozio ed Agostino; composto da almeno 7 libri.
- Il Trattato in med. siriaco, nessun frammento ritrovato.
- Pragmateia di contenuto sconosciuto.
- Segreti in med. siriaco  (med. pers. Razan), nessun frammento ritrovato, citato da Epifanio e da Tito di Bostra come Mysteria.
- Il libro dei Giganti originariamente in med. siriaco (med. pers. Kawan), frammenti trovati a Turfan e a Qumran;  tratta di cosmogonia e demonologia.
- Lettere fondamentali o Dinap, in med. siriaco; alcune citazioni sono riportate, in latino, nei testi anti-manichei di Agostino. Scritto in forma epistolare sul modello di Paolo di Tarso; estratti in gnosis.org
- Salmi e Preghiere, originariamente in medio siriaco, ritrovati frammenti scritti in greco; vedi gnosis.org
- Shabuhragan, (per re Sapore I) unico testo di Mani scritto in medio persiano. Dedicato al re Sapur I, frammenti,  in lingua originale, sono stati trovati in Turfan; restano anche alcune citazioni di Al-Biruni.
- Ardahang o Libro delle figure; o Vangelo dei settanta. Detto anche Arzan (interessante) in partico, o Il Pittore in iraniano, ricordato in Persia come uno dei libri santi di Mani anche per le sue belle immagini, composto durante l'esilio in Turkestan, ciascun capitolo inizia con una diversa lettera dell'alfabeto, riccamente illustrata.
- Kephalaia o Discourses; estratti in (EN)  Kephalia

I manichei hanno avuto un ruolo importante nella diffusione degli Atti di Tommaso, un testo cristiano non incluso nel Nuovo Testamento canonico.
A questi le ricerche del sec. XX hanno aggiunto numerosi testi di preghiere, omelie, salmi, e cronache dall'epoca di Mani fino al Medioevo provenienti da Egitto, Siria, Iraq, Iran, Afghanistan e Cina.

### Fonti cristiane antiche
Testi utilizzati nelle polemiche tra cattolici e protestanti nel sec. XVI:
- Agostino di Ippona
  - De Utilitate credendi ad Honoratum liber unus
  - De Moribus Ecclesiae et de Moribus Manichaeorum libri duo
  - De Duabus Animabus contra Manichaeos liber unus
  - Acta seu disputatio contra Fortunatum Manichaeum, liber unus
  - Contra Felicem Manichaeum libri duo
  - De Natura Boni contra Manichaeos liber unus
  - Contra Secundinum Manichaeum liber unus
  - Contra Adversarium Legis et Prophetarum libri duo
  - Contra Adimantum Manichaei discipulum liber unus
  - Contra Faustum Manichaeum libri triginta tres
  - Contra Epistolam Manichaei quam vocant Fundamenti liber unus
  - De Genesi contra Manichaeos libri duo
- Leone I (Papa: 440-461) (EN)  Sermone 24
- Caio Mario Vittorino Ad Iustinum Manicheum - era un manicheo del Nord Africa, circa 380; testo di dubbia autenticità vedi

Nel 1650 viene ritrovato nella Biblioteca Ambrosiana di Milano un dialogo tra Archelao, vescovo di Kaskhar/Charchar (al-Wasit) e lo stesso Mani avvenuto nel 277 e registrato da Egemonio, scritto originalmente in greco o forse in medio siriaco, tra il 300 e il 350, ci è giunto solamente in una traduzione latina. La disputa altro non è che un espediente letterario, ma l'opera è sicuramente una fonte importante sul manicheismo.
- Egemonio (Hegemonius), Acta Archelai o Acta disputationis Archelai episcopi Mesopotamiae et Manetis haeresiarchae - pubblicazione critica del testo completo L. A. Zacagni 1698 - online o Anti Nicene Fathers 06

Il ritrovamento stimola la ricerca di altre fonti ed in particolare le numerose confutazioni antiche del Manicheismo, lista estesa di scrittori anti-manichei:
- Alessandro di Licopoli, De Placitis Manichaeorum, egiziano, pagano, convertito al manicheismo e quindi all'ortodossia, edizione critica di Brinkmann, Leipzig 1895[7] o (LT, GR)  MPG 018 0411 e (EN)  fulltext
- Tito di Bostra - Arabia (vescovo 361-371) (EN Titus of Bostra),Contra manicheos (edizione Pitra, Analecta sacra): dell'originale greco si conserva circa la metà del testo, che è completo nella versione siriaca. (La Garde Berlin 1859)
- Efrem il Siro (306-373) (EN Ephrain the Syrian) poema anti manicheo pubblicato in Kessler «Mani»
- Serapione di Thmuis (350) (EN Serapion of Thmuis), accreditato da San Girolamo di un'eccellente opera contro i manichei, testo restaurato da Brinkmann, Berlin 1895
- Epifanio di Salamina, monaco e vescovo di Besanduk, vicino a Eleutheropoli, in Judea, (n. dopo 310-403), Adversus Haeresis dedicato principalmente alla confutazione del manicheismo (circa 374)  vedi
- Teodoreto di Cipro (458)  (EN Theodoret of Cyrus) De haereticorum fabulis, (GR) MPG83
- Didimo il Cieco, vescovo di Alessandria  (345-395)   vedi; trattato in 18 capitoli contro i manichei.
- Paolo il Persiano (circa 529), Disputa con Fotino il manicheo
- Zacharias Retor o Zacharias Heirosolymitanus (circa 536) Sette tesi contro i manichei
- Ambrosiaster (370-380), entrambi i testi erano stati a lungo attribuiti a Agostino di Ippona, pubblicati da Souter A study of Ambrosiaster 1907:
  - Commenti alle lettere di San Paolo MPL 017
  - Ammonitio in Librum Quaestionum Veteris et Novi Testamenti MPL 025 2205
- Eracliano (circa 510),  Contro i manichei libri 20,
- Giovanni Damasceno (750):
  - Dialogo contro i manichei - de Heresibus
  - Discussione di Giovanni ortodosso con i manichei
- Fozio (circa 891) Adversos manicheos, riguarda l'eresia dei Pauliciani chiamati Manichei in quanto dualisti, si veda anche Manichei medievali, testo in (LA,GR) MPG 102 0015-264

### Fonti persiane, armene e siriane
Utilizzate a partire dal XIX secolo:
- Muhammad al-Shahrastani (1086–1153) Kitab al – Milal wa al-Niha  (Libro delle sette religiose e delle scuole filosofiche), nato in Kurasan/Persia
- Muhammad ibn Isahak Al Nadim (The Shining One), Fihrist al'ulum o Compendio delle Scienze, pubblicato da Fluegel in Mani, Lipsia 1882 - L'autore è uno storico persiano sciita del X secolo.  vedi
- Muhammad ibn Ahamad Al Biruni, (973-1048) Cronologia delle genti orientali pubblicato da Sachau in India 1888, Londra - Al Biruni è uno storico persiano sciita vedi
- Theodore Bar Khoni, Eskolio (o Memorie) pubblicato da Pognon in Inscriptions mandaites des coupes de Khouabir, Paris, 1898 - Bar Khoni è un vescovo nestoriano di Cascar in Siria del VI secolo - importante per le designazioni siriane delle figure cosmologiche manichee.
- Yeznik di Koghb (o Yeznik Koghbatsi, vescovo della Chiesa apostolica armena di Bagrevand, 442-450), Refutazione delle sette (EN) : Tertullian.org

### Fonti da ricerche recenti
Risultati di ricerche archeologiche o di individuazioni fortunate, i principali sono:
- Testi di Turfan della Preußische Akademie der Wissenschaften di Berlino, pubblicati in varie opere, cominciando da (DE)  Waldschmidt e Lentz Manichaeische Dogmatik aus chinesischen und iranischen Texten, Berlin, 1933; i testi comprendono: Libro di Enoch, nascita e missione del primo uomo, l'inno cosmologico, libro di preghiere e confessioni.
- Papiri di Medinat Mahai in Fayyum, appartenuti ad una biblioteca manichea, acquistati in Egitto da Carl Smidt, Chester Beatty e altri; contengono: Kephalaia, le Lettere di Mani ai discepoli, Incontri sul Vangelo Vivente, testi storici e cronache dei seguaci, Inni, Omelie.
- CMC, Cologne Mani-Codex, scritto in greco e ritrovato in Egitto nel 1969; pubblicazione completa Koenen e C. Roemer 1985.
- Qumran (Palestina 1947) e Nag Hammadi (Egitto 1945), papiri gnostici, tra i quali testi probabilmente noti a Mani come le Apocalissi attribuite a Adamo, Seth, Enoch e il Vangelo di Tommaso.

Sono stati ritrovati inoltre testi manichei scritti in turco, persiano, partico e sogdiano.